# Hicham Zerouali
Hicham Zerouali - em árabe, هشام زروالي (Rabat, 17 de janeiro de 1977 – Rabat, 4 de dezembro de 2004) foi um futebolista marroquino que atuava como atacante.

## Carreira em clubes
Após defender Yaakoub El Mansour e USP Police nas categorias de base, Zerouali iniciou a carreira profissional em 1996, no FUS de Rabat. Pelo clube, venceu o Botola 2 (segunda divisão) em 1997–98.
Em 1999 foi contratado pelo Aberdeen da Escócia por 450 mil libras, e surpreendeu ao usar uma camisa de número "0", sendo o primeiro atleta do Campeonato Escocês (e também o único jogador profissional) a fazê-lo. Este fato fez com que o atacante ganhasse o apelido de "Zero".
Sem contrato com o Aberdeen, foi jogar nos Emirados Árabes Unidos, mais precisamente no Al-Nasr. Voltaria ao Marrocos para defender o FAR Rabat, onde jogaria até sua morte, obtendo uma Copa do Trono em 2003–04 e feito parte do elenco campeão nacional da temporada seguinte.

## Seleção
"Zero" defendeu a Seleção Marroquina de Futebol entre 1999 e 2004, tendo jogado 17 partidas e marcado três gols. Uma lesão privou o atacante de jogar as Olimpíadas de 2000. A única competição disputada por ele com os Leões do Atlas foi a Copa das Nações Africanas de 2002.

## Morte
Zerouali morreu em 4 de dezembro de 2004, em um acidente automobilístico ocorrido em Rabat..

## Títulos
FUS de Rabat
- Botola 2: 1997–98

FAR de Rabat
- Campeonato Marroquino: 2004–05
- Copa do Trono: 2003–04